# Teddy Pendergrass
Theodore DeReese "Teddy" Pendergrass, Sr., född 26 mars 1950 i Philadelphia, Pennsylvania, död 13 januari 2010 i Philadelphia, Pennsylvania, var en amerikansk R&B/soul-sångare och låtskrivare. Han var även känd under namnen Teddy P, TP, eller Teddy Bear. Pendergrass blev känd som sångare i Harold Melvin & the Blue Notes under 1970-talet innan han gjorde solokarriär i slutet av det årtiondet. Med You can't hide from yourself blev han 1977 första artist att spelas i svenska radioprogrammet Soul Corner.
Pendergrass förlamades från midjan och nedåt i en bilolycka 1982.
Pendergrass avled den 13 januari 2010, efter en tids sjukdom. 